# Jean Jacques Dessalines
Jean-Jacques Dessalines (Haiti, 20 de setembro de 1758 – Grande-Rivière-du-Nord, 17 de outubro de 1806) foi um líder da Revolução Haitiana que proclamou a independência do país em 1 de janeiro de 1804 e foi seu primeiro governante. Em 2 de setembro do mesmo ano, seguindo os passos de Napoleão Bonaparte, proclamou-se Imperador com o nome de Jacques I.

## Biografia

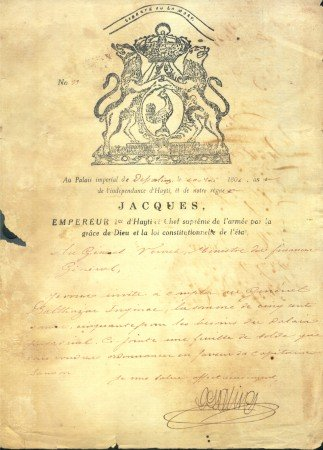
Documento assinado como imperador do Haiti.

Ex-escravo, Dessalines participou das revoltas de escravos da colônia francesa de Santo Domingo. A serviço de Toussaint Louverture, alcançou a patente de General e quando este foi deposto pelas tropas francesas enviadas por Napoleão para reconquistar a ilha, é nomeado comandante das tropas do Sul. Entretanto, logo que Toussaint foi preso e enviado à França, e com a chegada de notícias da restauração da escravidão nas outras colônias francesas, Dessalines organiza em outubro de 1802 um motim contra as forças francesas que resulta em sangrentas batalhas. Finalmente vence os franceses na Batalha de Vertieres e os expulsa da ilha.
Durante seu governo, tentou restabelecer a economia das plantações mediante um sistema de trabalho forçado. Foi traído e assassinado em 1806 por seus colaboradores, Alexandre Pétion e Henri Christophe, que dividiram a ilha em dois países.
O hino nacional haitiano, La Dessalinienne, tem este nome em memória do imperador.